# UW-Milwaukee Panther Arena
La UW–Milwaukee Panther Arena (precedentemente nota come U.S. Cellular Arena e MECCA Arena) è un'arena polivalente situata a Milwaukee, Wisconsin. 
Ha ospitato dal 1968 al 1988 i Milwaukee Bucks, in questo periodo l'arena era celebre anche per l'iconico design del parquet realizzato da Robert Indiana.
Il 26 ottobre 2017, in occasione del cinquantesimo anniversario della fondazione dei Bucks, la squadra vi ha disputato la partita di regular season contro i Boston Celtics utilizzando una replica dello storico parquet.